# Репрівец
Репрівец (рум. Reprivăț) — село у повіті Бакеу в Румунії. Входить до складу комуни Вултурень.
Село розташоване на відстані 237 км на північ від Бухареста, 30 км на південний схід від Бакеу, 86 км на південь від Ясс, 124 км на північний захід від Галаца.

## Населення
За даними перепису населення 2002 року у селі проживали 68 осіб, усі — румуни. Усі жителі села рідною мовою назвали румунську.